# 4818 Elgar
A 4818 Elgar (ideiglenes jelöléssel 1984 EM) a Naprendszer kisbolygóövében található aszteroida. Edward L. G. Bowell fedezte fel 1984. március 1-én.